# Montmiral
Montmiral és un municipi francès situat al departament de la Droma i a la regió d'Alvèrnia-Roine-Alps. L'any 2007 tenia 606 habitants.

## Demografia

### Població
El 2007 la població de fet de Montmiral era de 606 persones. Hi havia 215 famílies de les quals 50 eren unipersonals (29 homes vivint sols i 21 dones vivint soles), 66 parelles sense fills, 91 parelles amb fills i 8 famílies monoparentals amb fills.
La població ha evolucionat segons el següent gràfic:
Habitants censats

### Habitatges
El 2007 hi havia 258 habitatges, 226 eren l'habitatge principal de la família, 21 eren segones residències i 10 estaven desocupats. 220 eren cases i 36 eren apartaments. Dels 226 habitatges principals, 158 estaven ocupats pels seus propietaris, 61 estaven llogats i ocupats pels llogaters i 7 estaven cedits a títol gratuït; 2 tenien una cambra, 14 en tenien dues, 26 en tenien tres, 64 en tenien quatre i 120 en tenien cinc o més. 174 habitatges disposaven pel capbaix d'una plaça de pàrquing. A 100 habitatges hi havia un automòbil i a 117 n'hi havia dos o més.

### Piràmide de població
La piràmide de població per edats i sexe el 2009 era:
| Homes | Edats   | Dones |
| ----- | ------- | ----- |
| 0     | 95 o +  | 0     |
| 0     | 90 a 94 | 8     |
| 0     | 85 a 89 | 4     |
| 4     | 80 a 84 | 8     |
| 4     | 75 a 79 | 4     |
| 12    | 70 a 74 | 8     |
| 0     | 65 a 69 | 16    |
| 24    | 60 a 64 | 12    |
| 28    | 55 a 59 | 4     |
| 16    | 50 a 54 | 20    |
| 24    | 45 a 49 | 24    |
| 20    | 40 a 44 | 20    |
| 16    | 35 a 39 | 16    |
| 20    | 30 a 34 | 12    |
| 12    | 25 a 29 | 24    |
| 8     | 20 a 24 | 8     |
| 12    | 15 a 19 | 16    |
| 4     | 10 a 14 | 12    |
| 4     | 5 a 9   | 16    |
| 8     | 0 a 4   | 16    |

## Economia
El 2007 la població en edat de treballar era de 393 persones, 278 eren actives i 115 eren inactives. De les 278 persones actives 258 estaven ocupades (146 homes i 112 dones) i 20 estaven aturades (8 homes i 12 dones). De les 115 persones inactives 34 estaven jubilades, 34 estaven estudiant i 47 estaven classificades com a «altres inactius».

### Ingressos
El 2009 a Montmiral hi havia 209 unitats fiscals que integraven 573 persones, la mediana anual d'ingressos fiscals per persona era de 16.013 €.

### Activitats econòmiques
Dels 24 establiments que hi havia el 2007, 2 eren d'empreses alimentàries, 2 d'empreses de fabricació d'altres productes industrials, 8 d'empreses de construcció, 3 d'empreses de comerç i reparació d'automòbils, 1 d'una empresa de transport, 3 d'empreses d'hostatgeria i restauració, 1 d'una empresa d'informació i comunicació, 3 d'empreses de serveis i 1 d'una empresa classificada com a «altres activitats de serveis».
Dels 8 establiments de servei als particulars que hi havia el 2009, 1 era un paleta, 1 guixaire pintor, 3 fusteries, 1 electricista i 2 restaurants.
L'únic establiment comercial que hi havia el 2009 era una botiga d'equipament de la llar.
L'any 2000 a Montmiral hi havia 51 explotacions agrícoles que ocupaven un total de 1.209 hectàrees.

## Equipaments sanitaris i escolars
El 2009 hi havia una escola maternal integrada dins d'un grup escolar amb les comunes properes formant una escola dispersa. A Montmiral hi havia 1 col·legi d'educació secundària i 1 liceu d'ensenyament general. Als col·legis d'educació secundària hi havia 43 alumnes i als liceus d'ensenyament general 25.

## Poblacions més properes
El següent diagrama mostra les poblacions més properes.